# Rudinilson Silva
Rudinilson Gomes Brito Silva (Bissau, 20 agosto 1994) è un calciatore guineense, difensore svincolato.

## Carriera

### Club
Ha giocato nel campionato portoghese, polacco, olandese, lituano e marocchino.

### Nazionale
Ha esordito in nazionale nel 2014.